# Парична школа
Паричната школа (на английски: Currency School) са група британски икономисти, работили през 40-те и 50-те години на XIX век.
Водени от Самюъл Джоунс-Лойд, представителите на Паричната школа смятат, че излишното печатане на банкноти е основна причина за инфлацията. Те смятат, че за да се ограничи паричното обращение, от емитентите на нови банкноти трябва да се изисква да притежават резерв от злато с еквивалентна стойност. Според тях цените се основават най-вече на количеството пари в обращение, макар да не отричат и влиянието върху тях на депозитите.